# Mittelwerk
Mittelwerk (« usine du centre ») est une usine allemande de la Seconde Guerre mondiale construite en souterrain sous le Kohnstein afin de la protéger des bombardements alliés.
Elle utilisait les travailleurs forcés du camp de concentration de Dora proche pour produire notamment des missiles V1 et V2.